# Le salamandre
Le salamandre è un film drammatico del 1969, scritto e diretto da Alberto Cavallone.

## Trama
La fotografa Ursula e la modella Uta si recano a Tunisi per trascorrere le loro vacanze estive. Spinte da una pulsione irrefrenabile, le ragazze si lasciano andare in una focosa relazione saffica.
Durante la permanenza, la coppia fa la conoscenza di Henri Duval, un uomo dai vistosi modi radical chic. Quest'ultimo si invaghisce di Uta e farà di tutto pur di conquistare l'indossatrice.

## Produzione
Il film è stato concepito nel 1968 da Carlo Maietto e da Alberto Cavallone, entrambi alla prima esperienza cinematografica.
La maggior parte delle scene esterne sono state girate in Tunisia.
La sceneggiatura venne redatta quotidianamente e ha subito numerose variazioni.
Antonio Casale, oltre a recitare la parte da co-protagonista, ha assistito Cavallone come aiuto regista.

## Distribuzione
Originariamente, il lungometraggio doveva intitolarsi C'era una bionda. Il nome fu cambiato, in seguito, dalla casa di distribuzione.
Le salamandre uscì nelle sale cinematografiche italiane il 3 maggio 1969. Si tenne una prima, a Roma, il 26 febbraio dello stesso anno. Assistettero allo spettacolo Monica Vitti, Michelangelo Antonioni e Luchino Visconti.
Attualmente non esiste una versione home video. L'unica copia presente è conservata presso la Cineteca Nazionale.

## Accoglienza
(Segnalazione cinematografica, 1969)
(Marco Giusti, Dizionario dei film italiani stracult, Roma, Sperling & Kupfer, 1999)